# Sphyrapicus thyroideus
El chupasavia oscuro o chupasavia de Williamson (Sphyrapicus thyroideus) es una especie de ave piciforme de la familia Picidae que vive en el oeste de Norteamérica.

## Descripción

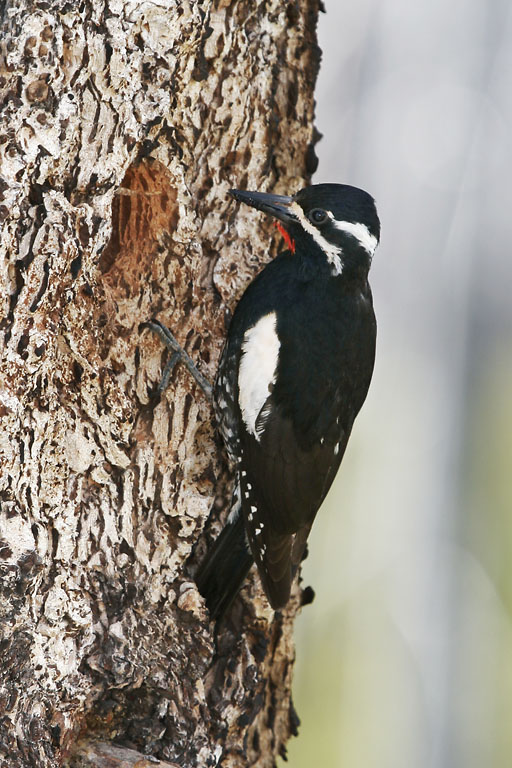
Macho.

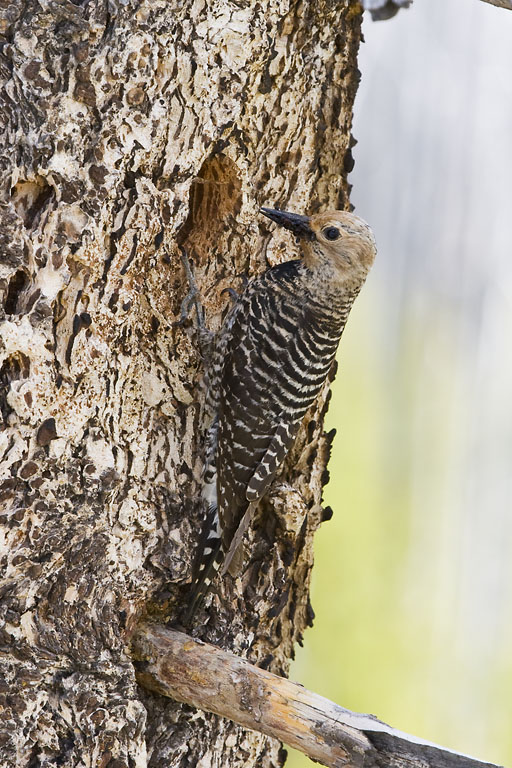
Hembra.

El chupasavia oscuro mide alrededor de 23 cm de largo. Presenta un notable dimorfismo sexual. Los machos adultos tienen las partes superiores y el pecho negro brillante. Presentan listas postoculares y bigoteras blancas, y una gran mancha blanca en las alas cerca de los hombros. Su garganta es roja y el vientre de color amarillo intenso y sus flancos están listados en blanco y negro. La hembra tiene un plumaje completamente diferente: con la mayor parte de su cuerpo listado en blanco y negro, el pecho amarillo claro, y la cabeza anteada.

## Distribución y hábitat
Es un ave parcialmente migratoria que cría en el oeste de Norteamérica, desde la Columbia británica por el norte hasta el noroeste de México. En el sur de su zona de cría son sedentarios, pero el resto de poblaciones migran al sur extendiéndose por las zonas montañosas de México.
Su hábitat de cría son las zonas forestales abiertas con coníferas, principalmente pino ponderosa, abeto de Douglas y abeto de Vancouver. El abeto alpino y el alerce occidental también son componentes importantes de un buen hábitat para estas aves.

## Taxonomía
En el siglo XIX los machos y las hembras fueron descritos como especies separadas. La hembra fue descrita por primera vez en 1852 como Picus thyroideus, y el macho fue descrito en 1857 (por Newberry) como Picus williamsonii. Baird emplazó a ambos en el género Sphyrapicus en 1858. En 1873 Henry Henshaw se dio cuenta de que pertenecían a la misma especie. Y así quedó reflejado en la obra de Robert Ridgway, The Birds of North and Middle America, Parte 6 (1914).
Se reconocen dos subespecies:
- Sphyrapicus thyroideus nataliae (Malherbe, 1854)
- Sphyrapicus thyroideus thyroideus (Cassin, 1852)

## Comportamiento
Se alimentan principalmente de la savia de los árboles, especialmente de las coníferas, aunque los insectos son su principal fuente de alimento durante la estación de cría, y también pueden comer frutos fuera de la época de cría. Son aves territoriales que martillean con el pico en los troncos para anunciar su propiedad.
Perforan una cavidad nueva en un árbol para anidar cada año, aunque a veces usan el mismo árbol.